# Andranik Teymourian
Andranik Teymourian   (Teheran, 6 de març de 1983) (armeni: Անդրանիկ Սամարանի Թեյմուրյան, Andranik Samaraní Teimurian) és un futbolista armeni-iranià de la dècada de 2010.
Fou internacional amb la selecció de l'Iran.
Pel que fa a clubs, defensà els colors de Bolton Wanderers FC, Fulham FC i Esteghlal, entre d'altres.